# Ferrari 500 F2
La 500 F2 è una vettura di Formula 2 con cui la Scuderia Ferrari ha corso il campionato del mondo di Formula 1 1952, 1953, 1954 e 1955. È stata anche la prima Ferrari ad essere concepita con un motore che non fosse il 12 cilindri. Con questa vettura Alberto Ascari ha vinto il titolo mondiale piloti nel 1952 e 1953. Il nome dell'auto "500" rappresenta la cilindrata di 500 cm³ per cilindro del motore (500 cm³ × 4 cilindri = 2.000 cm³).

## La vettura

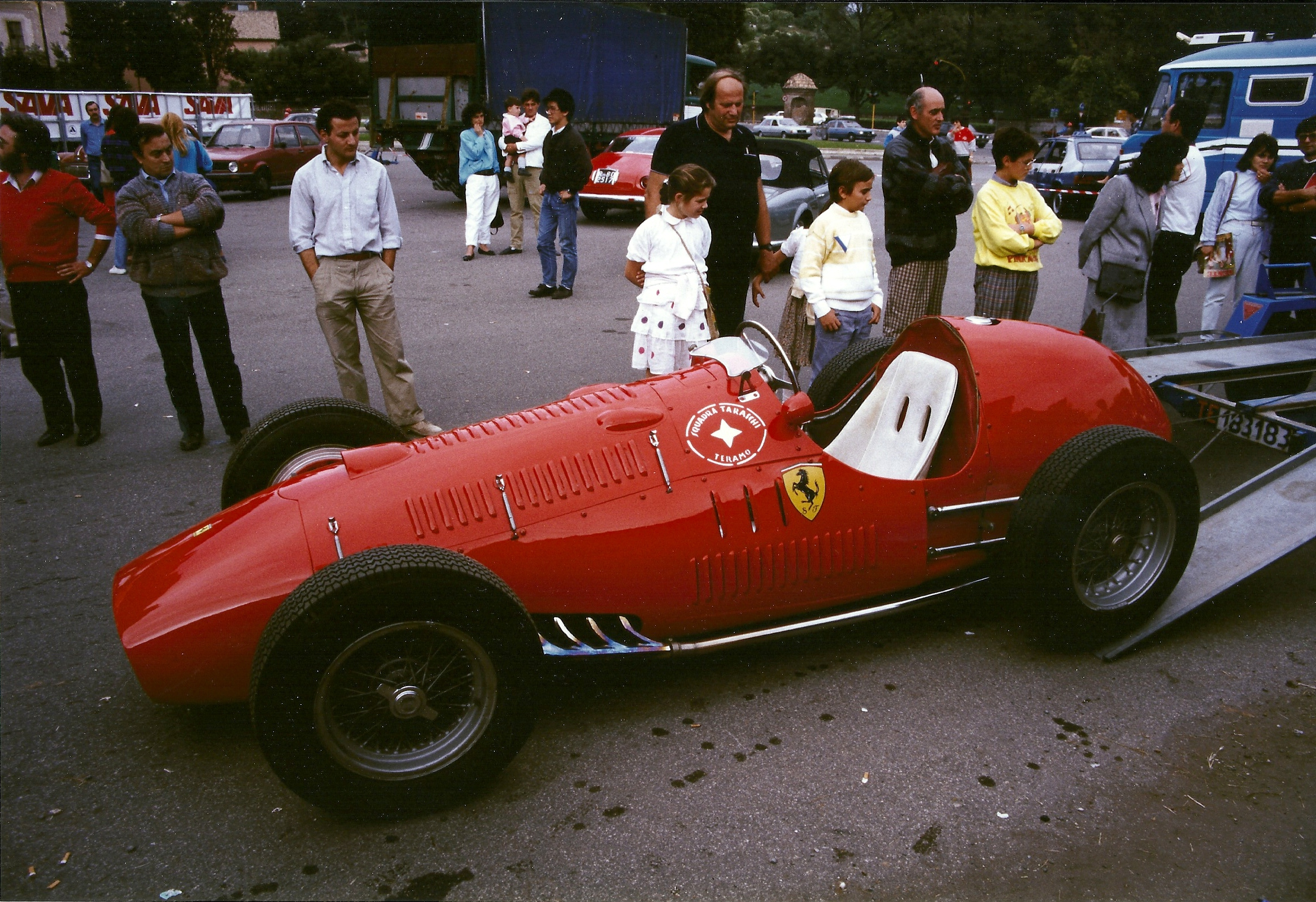
Ferrari 500 esibita al pubblico a Roma nel 1986

Alla fine del 1951, con il ritiro dell'Alfa Romeo dalle corse, la griglia di partenza della F1 presentava poche vetture valide. Per questo, prima dell'inizio della stagione 1952, la FIA annunciò che per quell'anno e il successivo sarebbe stato consentito correre con vetture di Formula 2, categoria che vedeva la partecipazione di scuderie come Gordini, Cooper, Maserati e la Ferrari stessa. Quindi una delle poche scuderie di F1 preparata alle nuove esigenze era proprio la Ferrari, che già all'inizio del 1951 stava lavorando sulla nuova 500 F2.
Invece di modificare il 12 cilindri utilizzato sulla 166 F2 o sulle precedenti Formula 1, Aurelio Lampredi decise di progettare da zero un inedito quattro cilindri, frazionamento ritenuto più idoneo alla cilindrata di 2 000 cm³ e a quella di 2 500 cm³, che sarebbe entrata in vigore nel 1954, sia da Ferrari che da Lampredi stesso. Già nella primavera del 1951 il motore da 2 000 cm³ era pronto ed effettuava le prime prove al banco. I primi test rivelarono la sua maggiore efficienza rispetto a un 12 cilindri di pari cilindrata: aveva più coppia, pesava 45 kg in meno, aveva un rapporto peso potenza migliorato del 15% e poteva contare sul 65% in meno di parti in movimento. La potenza era di 165 CV a 7 000 giri/min, ma sarebbe arrivata a 200 con le modifiche apportate nel corso del tempo. Il minore ingombro del motore rispetto ad un 12 cilindri permise inoltre di ottenere una migliore distribuzione dei pesi grazie anche alla scatola del cambio alloggiata sotto il sedile del pilota e ai magneti posti subito dietro l'asse anteriore.
Nei due anni che la videro protagonista del mondiale, la 500 F2 subì pochissime modifiche. A parte il motore che arrivò a toccare i 200 CV, la modifica più importante consisteva in un muso allungato da usare nei circuiti veloci per ottenere una migliore penetrazione aerodinamica. Ma a parte queste minime modifiche, la vettura non subì mai cambiamenti trattandosi infatti di un oggetto equilibrato sia nella forma che nella sostanza.

## Carriera agonistica
L'esordio della 500 F2 avvenne al Gran Premio di Modena 1951 (gara non valida per il mondiale) con al volante Ascari e Villoresi. Il primo conquistò la vittoria davanti a José Froilán González, che guidava una 166 F2, mentre il secondo fu costretto al ritiro.

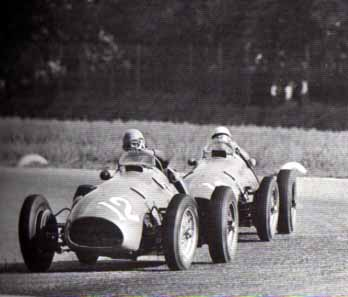
Ascari e Villoresi in azione al GP d'Italia 1952

L'anno successivo le gare di precampionato sancirono fin dall'inizio la superiorità della 500 F2 che vinse con Ascari a Siracusa, Pau e Marsiglia mentre con al volante Farina si impose a Napoli. La stagione 1952 di Formula 1 si aprì con il Gran Premio di Svizzera al quale Ascari non partecipò in quanto impegnato a prendere confidenza con il circuito di Indianapolis e con la 375 Indy. La gara inaugurale fu comunque vinta da Piero Taruffi davanti a Rudi Fischer, entrambi su 500 F2. Il resto della stagione per Ascari, sempre al volante della 500 F2, fu un trionfo e vinse agevolmente il mondiale imponendosi in tutte le gare previste: Belgio, Francia, Gran Bretagna, Germania, Olanda e Italia. A fine stagione dietro al pilota milanese si piazzarono, sempre su 500 F2, Farina, Taruffi e Rudi Fischer della Écurie Espadon.
La fisionomia del campionato 1953 fu più o meno la stessa dell'anno precedente nonostante la Maserati si fosse fatta più competitiva grazie alla A6 GCM che risultava ora più potente della Ferrari ma nel suo insieme era inferiore per quanto riguarda la tenuta di strada e la frenata. Nel 1953 la 500 F2 vinse con Ascari i GP di Olanda, Belgio, Gran Bretagna, e Svizzera e con Mike Hawthorn il GP di Francia. L'unica gara ufficiale che non vide la vittoria della 500 F2 fu il gran premio di Monza quando Ascari e Farina furono coinvolti in un incidente a causa di un doppiaggio e Fangio li poté così superare agevolmente. Farina concluse comunque la gara in seconda posizione davanti a Villoresi e Hawthorn, tutti su 500 F2. A fine stagione Ascari si laureò nuovamente campione del mondo davanti a Fangio, il solo pilota non Ferrari nelle prime cinque posizioni del mondiale.

## Risultati completi
| 1952 | Squadra              | Gomme | Piloti     | SVI | 500 | BEL | FRA | GBR | GER | OLA       | ITA |     | Punti       | CMP |
| ---- | -------------------- | ----- | ---------- | --- | --- | --- | --- | --- | --- | --------- | --- | --- | ----------- | --- |
| 1952 | Scuderia Ferrari     | P     |            |     |     |     |     |     |     |           |     |     |             |     |
| 1952 | Scuderia Ferrari     | P     | Ascari     |     |     | 1*  | 1*  | 1*  | 1*  | 1*        | 1** |     | 36 (53,5)   | 1°  |
| 1952 | Scuderia Ferrari     | P     | Farina     | Rit |     | 2   | 2   | 6   | 2   | 2         | 4   |     | 24 (27)     | 2°  |
| 1952 | Scuderia Ferrari     | P     | Taruffi    | 1*  |     | Rit | 3   | 2   | 4   |           | 7   |     | 22          | 3°  |
| 1952 | Scuderia Ferrari     | P     | Villoresi  |     |     |     |     |     |     | 3         | 3   |     | 8           | 8°  |
| 1952 | Scuderia Ferrari     | P     | Simon      | Rit |     |     |     |     |     |           | 6   |     | 0           | -   |
| 1952 | Écurie Espadon       | P     | Fischer    | 2   |     |     |     | 13  | 3   |           | Rit |     | 10          | 4°  |
| 1952 | Écurie Francorchamps | E     | de Tornaco |     |     | 7   |     |     |     | Rit       | NQ  |     | 0           | -   |
| 1952 | Écurie Francorchamps | E     | Laurent    |     |     |     |     |     | 6   |           |     |     | 0           | -   |
| 1952 | G Caprara            | D     | Salvadori  |     |     |     |     | 8   |     |           |     |     | 0           | -   |
| 1952 | Écurie Rosier        | D     | Rosier     | Rit |     | Rit | Rit |     |     |           | 10  |     | 0           | -   |
| 1953 | Squadra              | Gomme | Piloti     | ARG | 500 | OLA | BEL | FRA | GBR | GER       | SVI | ITA | Punti       | CMP |
| 1953 | Scuderia Ferrari     | P     |            |     |     |     |     |     |     |           |     |     |             |     |
| 1953 | Scuderia Ferrari     | P     | Ascari     | 1*  |     | 1   | 1   | 4   | 1** | 8† / Rit† | 1*  | Rit | 34,5 (46,5) | 1°  |
| 1953 | Scuderia Ferrari     | P     | Farina     | Rit |     | 2   | Rit | 5   | 3   | 1         | 2   | 2   | 28 (29,5)   | 3°  |
| 1953 | Scuderia Ferrari     | P     | Hawthorn   | 4   |     | 4   | 6   | 1   | 5   | 3         | 3   | 4   | 19 (27)     | 4°  |
| 1953 | Scuderia Ferrari     | P     | Villoresi  | 2   |     | Rit | 2   | 6   | Rit | 8† / Rit† | 6   | 3   | 17          | 5°  |
| 1953 | Écurie Espadon       | P     | Hirt       |     |     |     |     |     |     |           | Rit |     | 0           | -   |
| 1953 | Écurie Francorchamps | E     | de Tornaco |     |     |     | NP  |     |     |           |     |     | 0           | -   |
| 1953 | Écurie Francorchamps | E     | Swaters    |     |     |     |     |     |     | 7         | Rit |     | 0           | -   |
| 1953 | Écurie Rosier        | D     | Rosier     |     |     | 7   | 8   | 8   | 10  | 10        | Rit | 16  | 0           | -   |
| 1954 | Squadra              | Gomme | Piloti     | ARG | 500 | BEL | FRA | GBR | GER | SVI       | ITA | SPA | Punti       | CMP |
| 1954 | Écurie Francorchamps | E     | Swaters    |     |     | Rit |     |     |     | 8         |     | Rit | 0           | -   |
| 1954 | Scuderia Ambrosiana  | A     | Parnell    |     |     |     |     | Rit |     |           |     |     | 0           | -   |
| 1955 | Squadra              | Gomme | Piloti     | ARG | MCO | 500 | BEL | OLA | GER | GBR       | ITA |     | Punti       | CMP |
| 1955 | Écurie Belge         | E     | Claes      |     |     |     | NP  | 11  |     |           |     |     | 0           | -   |

- * Giro più veloce in gara (1 punto)
- ** Più piloti hanno fatto segnare il giro più veloce in gara, dividendosi il punto a loro dovuto.
- † Posizione conquistata da più piloti che si sono avvicendati nella gara sulla stessa auto.
- Nel conteggio punti per il Campionato valgono solo i migliori 4 risultati. Nella colonna Punti sono indicati i punti effettivamente validi per il Campionato, tra parentesi i punti totali conquistati.